# 商務英語
商务英语是指商务領域使用的英语，它有自己的语言特征和使用风格。它涉及金融、经济、贸易、服务等領域的英語詞彙、句法、语义以及修辞。